# Igreja da Parigoritissa
A Igreja da Parigoritissa ou Paregoretissa (em grego: Παναγία ἠ Παρηγορήτισσα; romaniz.: Panagía e Paregorétissa; lit. "Panágia da Consolação") é uma igreja metropolitana bizantina do século XIII da cidade grega de Arta. Parte do edifício é utilizado para abrigar a Coleção Arqueológica de Arta.

## Vida
A igreja foi fundada ca. 1290 pelo déspota do Epiro Nicéforo I Comneno Ducas (r. 1268–1297) e sua segunda esposa Ana Cantacuzena. A igreja posteriormente faliu e tornar-se-ia dependente (metóquio) do Mosteiro de Cato Panágia. Em 1578, é atestada como um convento feminino.
A igreja é um edifício grande de três andares de formato quase quadrado. É do tipo octogonal, com uma cúpula central apoiada em oito pilares divididos em três fileiras. Há também quatro cúpulas menores em cada cando do teto reto da igreja, e um lanternim. Sua decoração interna é rica, com revestimento de mármore até o nível das galerias, e extensivos mosaicos e afrescos sobreviventes acima dele.
Na cúpula há um mosaico do Pantocrator, cercado por anjos, e os 12 apóstolos entre as janelas do tambor. Estes mosaicos foram provavelmente executados por artistas não nativos do Epiro. Afrescos do século XVI executados pelo pintor Ananias sobrevivem no altar, enquanto afrescos do século XVII decoram a porção central do edifício. A decoração da igreja também apresenta algumas influências ocidentais em seu estatuário, como monstros romanescos e relevos descrevendo cenas bíblicas.